# 法薬女子大学
法薬女子大学（ほうやくじょしだいがく）は、日本のお笑いコンビ。ホリプロに所属していた。2007年結成、2014年解散。
古川かずなが法学修士で、中村まいこが薬剤師であることがコンビ名の由来である。

## メンバー
- 古川 かずな（ふるかわ かずな、1978年1月7日（47歳） - ）

本名：古川 一菜（読みは同じ）
京都府出身。身長172cm。立ち位置は右。血液型A型。
早稲田大学法学部卒業。早稲田大学大学院法学研究科修士課程修了。学んでいた法律は刑法（性犯罪）、憲法。その他に学んでいたのは日本史、公民。
学習塾で中学校歴史の講師を務めていたことがある。
相方と違い、アンチ巨人。
父はフォークシンガーの古川豪。
解散後は放送作家に転向。
2022年春頃、憲法の研究者をしている男性と結婚。男性は結婚する時に「女性に男性の姓を強いるのはおかしい」といった考えを持っていたということで、自分が改姓することを選択。よってかずな本人は結婚後も古川姓のままである。
- 中村 まいこ（なかむら まいこ、1980年3月31日（44歳） - ）

本名：中村 麻衣子（読みは同じ）
埼玉県出身。身長170cm。立ち位置は左。血液型A型。
日本大学薬学部卒業。薬剤師の国家資格有り。薬剤師としても勤務している。薬剤師業界関連の業界紙や番組等の仕事も行っていた。
プロ野球は巨人ファン。
解散後は引退し、芸能界から離れた。

## 略歴・芸風
- 2007年3月3日結成。結成当時のコンビ名は『MK研進会』（二人の名前のイニシャルを採り、夢路いとし・喜味こいしらが参加していた『MZ研進会』の名をもじる[8]）。2か月後の2007年5月に『エルアール30』に改名（リクルートのフリーペーパーの『L25』と『R25』に由来[8]）、2008年7月、現在のコンビ名に改名。結成以来フリーで活動して来たが、2009年6月4日付でホリプロに所属となった。
- 時事ネタや法律ネタなどを取り入れた漫才やショートコントが多い（薬と法律を絡めた構成のものなどのショートコントなど）。2人ともツッコミとボケの両方を務め、ネタによってポジションが変わっている。以前は、オリジナルの「法薬女子大学校歌」をネタの冒頭で歌ったこともあり、あいさつで自分の好きな（嫌いな）薬の種類や法律を紹介し、ショートコントでネタの間に「勉強になります」という台詞を入れていたことがあった。その後、あり得ないことがテーマの掛け合いの漫才を行っている（この時は二人で一緒に「あり得ない!」というセリフを発している）。
- 薬ネタを中心にやっているが、実はネタは全てかずなが書いている。
- 2009年12月30日深夜に放送された『クイズ雑学王・年越しSP』にコンビで出場し、優勝したかずなが同年の年越し特番『年越し雑学王』に「芸人Aチーム」として出場した。尚、番組内では観客としてスタジオに来ていた中村も紹介された[9]。なお、『芸能人雑学王 最強No.1決定戦』（2010年3月22日）は、二人とも解答者として出場[10]。
- 2010年5月3日の『森田一義アワー 笑っていいとも!』の「ショップリ!」コーナーでは、先輩のバナナマン・日村勇紀の紹介者として出演した[11]。
- 2010年7月に中村が髪を短くして蓮舫のような髪型にし、同じ白のスーツを着て、同月に行われた参議院議員選挙に向けての蓮舫の街頭演説を全て追っかけるということを行い、その模様を画像にアップして掲載している[12]。この中で日刊スポーツの取材も受け、2010年7月9日付けの同紙にも掲載された[13]。以後、ライブでも蓮舫のキャラクター、ネタで出演することが多くなった。なお、一方でかずなは自分のことを「蓮舫じゃないほう芸人」と言うようにもなった。

## 出演

### テレビ
- テレ遊びパフォー!（NHK総合）
- エンタの天使（日本テレビ） - 第10回（2009年5月27日）、キャッチコピーは「おクスリの法律相談」
- アッコにおまかせ!（TBSテレビ） - 代役アシスタントとして数回出演した後、2013年1月から中村がレギュラーアシスタント。
- あらびき団（TBSテレビ） - 2009年11月18日（第95回）初出演
- 『ぷっ』すま（テレビ朝日）
2010年2月9日「ザ・ギリギリマスター! ギリギリ女芸人」
2012年5月4日「芸能界お抱えシェフ－１グランプリ！～完結編」。かずなが、たんぽぽのお抱えシェフとして紹介され、スープカレーなどを振る舞う[14]。
中村のみ、素人時代の2000年3月の「ホワイトデー企画」で番組に応募して選ばれ、実際に自分の部屋に草彅剛とユースケ・サンタマリアが訪れたことで出演。
- 今すぐ使える豆知識 クイズ雑学王（テレビ朝日）
  - 『クイズ雑学王・年越しSP』 - 2009年12月30日。かずな・優勝、中村・第2位と、コンビで1・2位の記録。
  - 『年越し雑学王』 - 2009年12月31日
  - 『芸能人雑学王 最強No.1決定戦』 - 2010年3月22日。二人とも個人で出場
- 森田一義アワー 笑っていいとも!（フジテレビ） - 2010年5月3日「ショップリ!」、2011年1月21日
- とんねるずのみなさんのおかげでした 博士と助手〜細かすぎて伝わらないモノマネ選手権〜（フジテレビ） - 2010年9月23日、かずなのみ
- IJP イジュウインパーク（TOKYO MX）
- 必殺!モンスター仕分け（朝日放送） - 2010年12月17日
- 熱中スタジアム（NHK BSプレミアム）- 2011年9月22日、2011年9月29日
- ハッピーMusic（日本テレビ）- 2011年7月15日、2011年10月28日
- 気になる通販ランキング!ポシュレデパート深夜店（日本テレビ）- 2013年4月27日
- お願い!ランキング（テレビ朝日）- 2014年7月～9月、古川のみ不定期出演

### ラジオ
- 優香のココロ・カラダ・ゲンキ（TOKYO FM）- 中村のみレギュラー出演

### ライブ
- ホリプロライブ（『NEO』など）
- 炊きたて!一番
- お笑いパーマネント
- 笑いの輪
- 笑いの源
- お小遣いライブ
- はとライブ
- ガールズガーデンフェスティバル （東京都中野区 Studio twl）
- ボビーにおまかせ
- 笑ギャラリー （東京・新宿Fu-）
- 南関サーキット
他

## 古川かずな 構成担当番組
- 紅リサーチ（テレビ朝日）（兼・構成担当）
- 女の体当たりサーチ番組 なぜ?そこ?（テレビ朝日）
- 女神のマルシェ（日本テレビ）
- 夢情報〜きらめき夢子さん（テレビ朝日）
- 笑点 特大号（BS日テレ）
- キレイのBIBLE（Dlife）
- なないろ日和!（テレビ東京）
- イマドキッ（MBSラジオ）
- ザ・ヒットスタジオ（MBSラジオ）
- JAPAN COUNTDOWN（テレビ東京）
- 武田鉄矢の昭和は輝いていた（BSテレ東）
- START LINE（J-WAVE）